# 1946 en Alberta
Chronologie de l'Alberta
- 1942
- 1943
- 1944
- 1945
- 1946
- 1947
- 1948
- 1949
- 1950

Cette page concerne des événements qui se sont produits durant l'année 1946 dans la province canadienne de l'Alberta.

## Politique
- Premier ministre : Ernest Manning du Crédit social
- Chef de l'Opposition : John Percy Page
- Lieutenant-gouverneur : John Campbell Bowen
- Législature :

## Événements
- Mise en service de la Al Rashid Mosque, située 13070 113th Steet à Edmonton[1].

## Naissances
- Jon Redfern, né en 1946, écrivain et un journaliste canadien, auteur de roman policier.

- 22 mai : Léo Roland Piquette, né à Plamondon dans le Comté de Lac La Biche, enseignant, directeur d'écoles et une personnalité politique franco-albertaine, député à l'Assemblée législative de l'Alberta sous l'étiquette du Nouveau Parti démocratique de l'Alberta. Léo Piquette est devenu célèbre à travers tout le Canada, lors de l'Affaire Piquette qu'il provoqua en s'exprimant en français au parlement de l'Alberta et en refusant de s'excuser auprès du Président de cette assemblée provinciale d'avoir osé utiliser la langue française devant l'ensemble des députés provinciaux albertains.

## Décès
- 6 décembre : Charles Stewart, premier ministre de l'Alberta.